# Georg Wolf von Kotzau

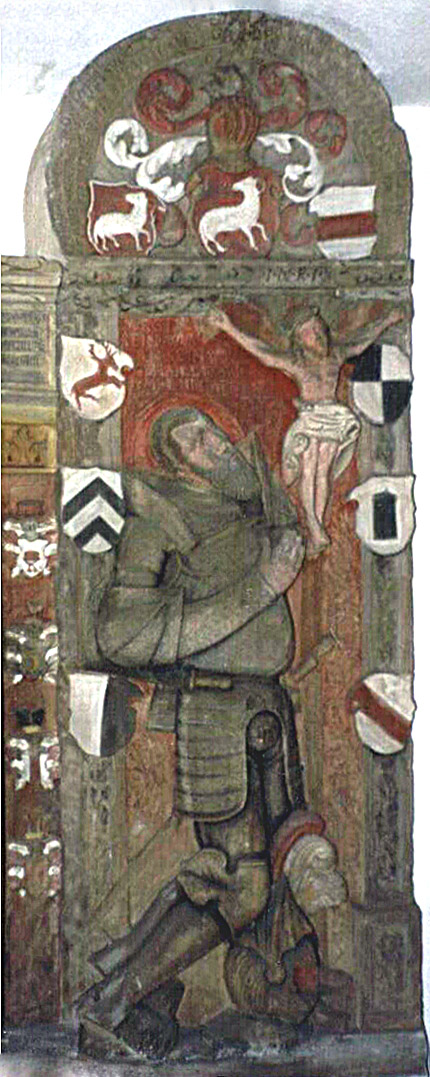
Epitaph von Georg Wolf von Kotzau

Georg Wolf von Kotzau, genannt der Reiche († 1560) war ein Reichsritter und Amtmann vom Epprechtstein, von Rehau und Statthalter von Hof.

## Herkunft und Familie
Georg Wolf stammte aus der ursprünglichen, ritterlichen Familie von Kotzau, nach dem Genealogen Alban von Dobeneck aus der jüngeren Hauptlinie der Familie von Kotzau mit der Hälfte des Stammsitzes im heutigen Oberkotzau und dem Schloss in Fattigau. Die jüngere Hauptlinie wurde von Friedrich, Sohn des Hans von Kotzau, begründet. Georg Wolf ein Sohn des Münchberger Amtmannes Hans von Kotzau und kaufte seinen Brüdern Besitz in Kotzau, Fattigau und Haideck, heute Ortsteile von Oberkotzau, ab. Aus der Ehe mit Margarethe von Reitzenstein stammen die Söhne Hans Berthold (Rat des Herzogs von Coburg), Beringer, David (kurpfälzischer Pfleger zu Bärnau) und Ernst.

## Werdegang
Im Dienste des Markgrafen Albrecht Alcibiades war er Amtmann auf dem Epprechtstein und später in Rehau. Im Schmalkaldischen Krieg folgte er dem Ruf seines Landesherrn zur Verteidigung der Plassenburg. Später begab er sich in die Dienste des Heinrich IV. von Plauen und war dessen Statthalter für den Raum Plauen-Voigtsberg. Beim Ausbruch des Zweiten Markgrafenkriegs leistete er wie viele seiner Standesgenossen keine Heeresfolge für den Markgrafen mehr, darüber hinaus schloss er sich offen der Gegenseite an und wurde, nach der Einnahme der Stadt Hof 1553, dort kurzzeitig als Statthalter eingesetzt. Als Reichsritter folgte er damit dem Aufruf von König Ferdinand I. dazu beizutragen das Sechsämterland unter böhmische Sequestration zu stellen. Die Hohenzollern machten nach dem Sieg über Albrecht Alcibiades ihren Einfluss geltend und die Ansprüche auf Brandenburg-Kulmbach gingen auf Georg Friedrich I. über. Unter ihm wurden einige Burgen der Kotzauer niedergebrannt, darunter der Ansitz in Fattigau. Der Markgraf strafte damit den aus seiner Sicht abtrünnigen Georg Wolf, trotz Schutzbriefen von Kaiser Karl V. und König Ferdinand I., ab.

## Grabmal
Er starb 1560. Sein Epitaph befindet sich in St. Jakobus in Oberkotzau. Das bemalte Grabmal zeigt den Ritter vor dem Kreuz kniend und mehrere Wappen als Ahnenprobe.

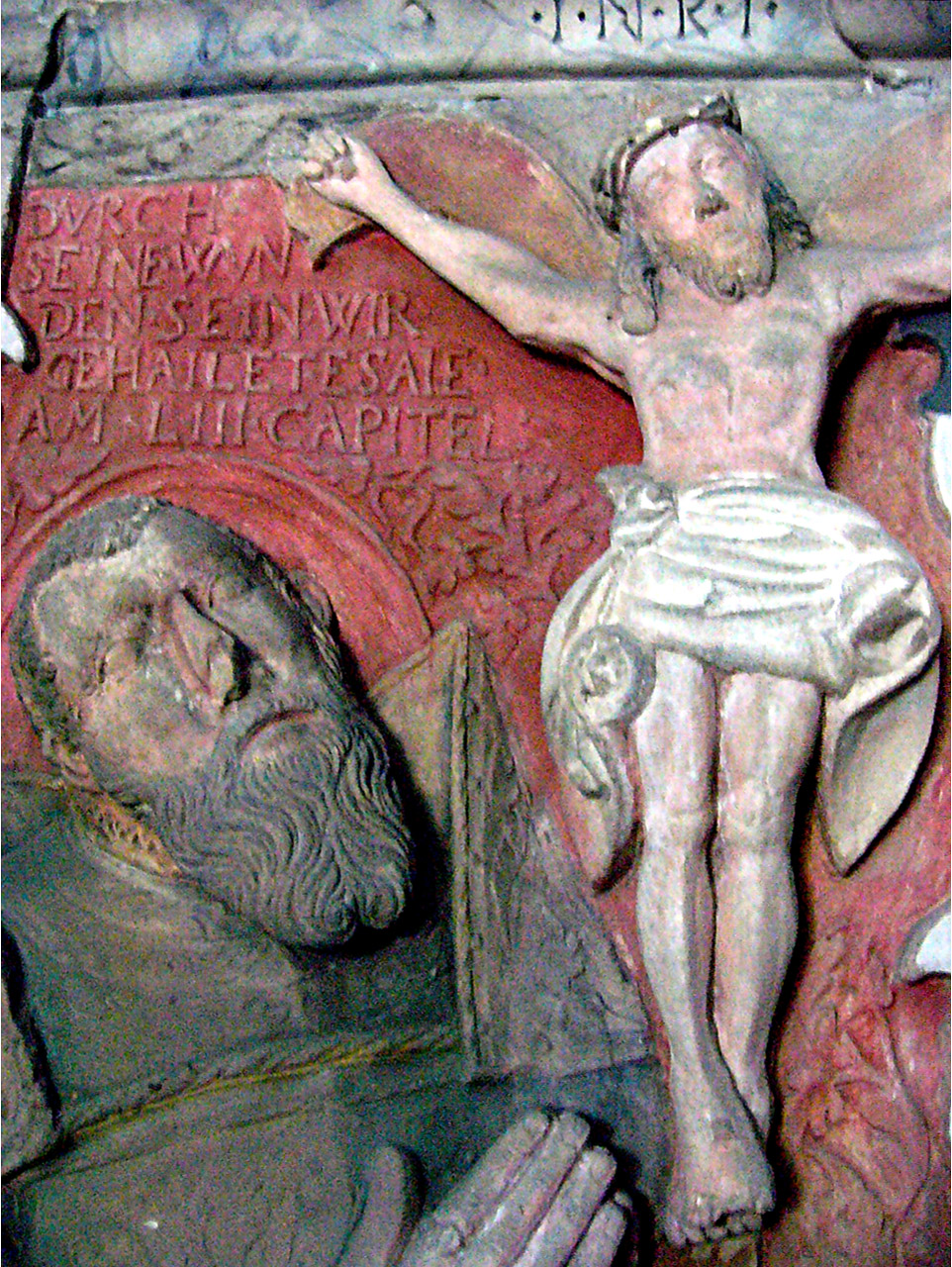
Porträt
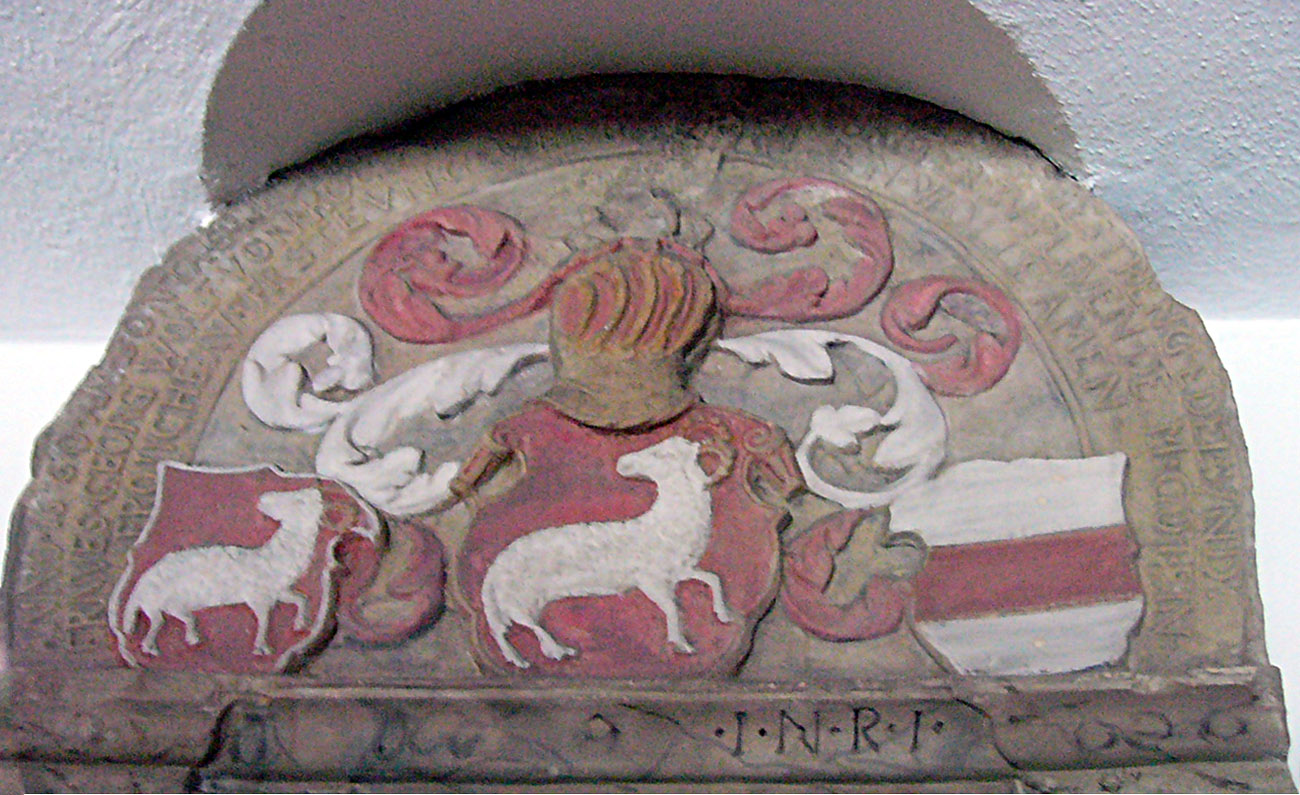
Inschrift